# Раймон IV (виконт Тюренна)

Виконтство Тюренн на карте Франции

Раймон IV (Raymond IV de Turenne) (ум. до 17 декабря 1243) — виконт Тюренна с 1219/1221.
Родился ок. 1190. Сын Раймона III (ум. 1219/1221) от его первой жены, имя и происхождение которой не выяснено.
Жена (брачный контракт заключён в декабре 1208) — Аликс д’Овернь (ум. не ранее 1250), дочь графа Оверни Ги II.
Единственный ребёнок — дочь Аликс (ум. во второй половине 1251 года). Ей родители завещали все свои владения. Однако после смерти Раймона IV права на виконтство Туар предъявил его младший брат Раймон V на том основании, что по женской линии оно никогда не передавалось. Однако, судя по тому, что нигде в документах он не назван виконтом, утвердить свою власть ему не удалось.
Вскоре Раймон V умер (после ноября 1245), и его сын Раймон VI при посредничестве французской королевы Бланш заключил соглашение с Аликс и её мужем Эли Руделем II (сеньором Бержерака) о разделе Туара между ними. В дальнейшем этот договор никем не оспаривался и действовал более ста лет.